# Иванов Мыс (Иркутская область)
Иванов Мыс — деревня в Тайшетском районе Иркутской области России. Входит в состав Бузыкановского муниципального образования.

## География
Деревня находится на расстоянии примерно 70 км к северо-востоку от города Тайшет, административного центра района.

## Население
| 2002 | 2010 | 2011 | 2012 |
| ---- | ---- | ---- | ---- |
| 240  | ↘144 | ↘143 | ↘138 |

## Улицы
- ул. Бирюсинская,
- ул. Молодёжная,
- ул. Озёрная,
- пер. Студенческий.